# روبرت هولت
روبرت هولت (بالإنجليزية: Bob Holt)‏ هو محام بالقضاء العالي وسياسي أسترالي، ولد في 9 يونيو 1914 في لاونسستون في أستراليا، وتوفي في 1 مايو 1985 في أستراليا. حزبياً، نشط في حزب العمال الأسترالي. وقد انتخب عضو الجمعية التشريعية فيكتوريا عن دائرة Electoral district of Portland ‏ (13 مايو 1950 – 27 مايو 1955) وانتخب عضو مجلس النواب الأسترالي عن دائرة Division of Darebin ‏ (10 ديسمبر 1955 – 14 أكتوبر 1958) وانتخب عضو الجمعية التشريعية فيكتوريا عن دائرة Electoral district of Portland ‏ (10 نوفمبر 1945 – 7 نوفمبر 1947).